# 謎離藥謊
《藥命關係》（英語：Side Effects）是一部史蒂芬·索德柏执导的美国剧情片，裘德·洛主演，魯妮·瑪拉、凱薩琳·麗塔瓊絲、查寧·塔圖同場飆戲，美国于2013年2月8日上映。

## 剧情
美女艾蜜莉·泰勒（魯妮·瑪拉飾演）與華爾街金融大亨馬丁·泰勒（查寧·塔圖飾演）是一對令人稱羨的神仙眷侶，兩人過著高雅奢華的上流社會生活，然而某天馬丁卻因內線交易被捕，入獄四年。在四年之間，艾蜜莉過著失眠與重度憂鬱的日子，且有自殺傾向。
馬丁出獄後，艾蜜莉放棄了原本治療她的精神科醫師維多利亞·賽伯特 （凱薩琳·麗塔瓊絲飾演），在一次恍惚下蓄意開車撞牆造成車禍後，轉而向知名的強納森·班克斯醫師（裘德·洛飾演）求助。
一次艾蜜莉的憂鬱症病入膏肓，甚至打算在地下鐵站內跳軌自殺，班克斯醫師應要求，大膽嘗試了一種剛上市的新藥，艾蜜莉病況逐步好轉之際，她的夫婿馬丁卻遭人刺殺於自宅，証據指向艾蜜莉謀殺親夫，但眾人卻認為是班克斯醫師處方的夢遊副作用導致誤殺，法庭判決艾蜜莉無罪，但需待在精神治療機構內接受強制治療。班克斯醫師也因為這起醫療疏失遭醫院解職，且面臨無人聘用的狀態，失業且聲名狼藉。
在眾人都認為事情已告一段落後，只有班克斯醫師仍執著於探究真相。妻子與朋友都認為他只是放不下。但他終於發現艾蜜莉開車撞牆前還繫好安全帶，顯非精神恍惚，意圖自殺也只是假相。他藉助自白劑探問艾蜜莉，並事先告知可能的副作用。當下沒有問出什麼。但所謂的「自白劑」其實只是生理食鹽水，艾蜜莉卻依他所說的「副作用」昏睡過去，顯見一切都是假裝。但這些全都無法作為證據。
此時班克斯太太收到一封黑函，暗示班克斯醫師與艾蜜莉在治療過程時曾發生性關係，憤而帶著兒子離家。不甘於身敗名裂，妻離子散的班克斯只好設法找出真相。
班克斯醫師佈下陷阱，讓困在精神治療機構內的艾蜜莉以為他與維多利亞·賽伯特醫師為錢合謀，要將她永遠困在治療機構中。其實賽伯特醫師正持續施壓班克斯醫師，要讓艾蜜莉可以出院。但自感走投無路不得不主動與班克斯醫師交易，說出一切真相。原來賽伯特醫師雖與男性結過婚，愛的卻一直是女人，所以將艾蜜莉當成真愛，告知她用以偽裝精神症狀的相關知識，並合謀以此逃過法網。至於班克斯醫師所開的藥品，她全都沒吃，當然也不會有副作用。
班克斯醫師其後作證讓艾蜜莉有條件出院。艾蜜莉隨即找上賽伯特醫師敍舊。在激情中，賽伯特醫師發現艾蜜莉身懷秘密錄音裝置。她所說的一切關於陰謀的言語全被錄下，並當場被捕。
因一事不再理，艾蜜莉不為謀殺受審。她到班克斯醫師的診所接受「診斷」以脫離精神病人的生活。班克斯醫師卻故意以專業態度開出一堆副作用深重的精神藥物，令艾蜜莉大發雷霆。守在外頭的警察及精神病院人員將她當成有危險的精神病人拘捕並關押。班克斯醫師終於原復了原先的生活。

## 角色
- 裘德·洛 飾演  強納森·班克斯醫師
- 魯妮·瑪拉 飾演 艾蜜莉·泰勒
- 凱薩琳·麗塔瓊絲 飾演 維多利亞·賽伯特醫師
- 查寧·塔圖 飾演 馬丁·泰勒
- 維妮薩·邵（英语：Vinessa Shaw）[7]飾演 蒂兒卓·班克斯，強納森醫師之妻
- 安·多德 飾演 馬丁·泰勒之母
- Polly Draper（英语：Polly Draper） 飾演 艾蜜莉·泰勒的雇主
- David Costabile（英语：David Costabile） 飾演 卡爾（Carl Millbank）
- Mamie Gummer（英语：Mamie Gummer） 飾演 薩拉（Kayla）
- Vladimir Versailles（英语：Vladimir Versailles） 飾演 奧古斯丁（Augustin）

## 評價
爛番茄新鮮度83%，基於201條評論，平均分為7.3/10，而在Metacritic上得到75分，IMDB上得7.1分，收穫普遍好評。
- 香港爽報的尋真給予3顆星（最高5顆），說：「《謎離藥謊》叫人想起早前的愛情片《愛情戀上癮》，同樣以藥業文化做素材，但《謎》卻炮製懸疑驚慄片格局，講「龍紋女」朗妮瑪娜飾演因丈夫坐牢而患焦慮症的太太，在試用新藥後產生的夢遊症副作用闖出禍，除拿服用精神科藥物的病患大造文章，也暴露法治於監察藥廠行銷漏洞的無能，背後更牽涉比兇殺案更高層次的犯罪，玩盡陰謀論。祖迪羅的角色不只是醫生，更如偵探上身般抽絲剝繭調查出箇中真相，大導蘇德堡於影片後半部大膽將劇情推倒重來，頗出人意表，不落俗套，但亦不乏難以自圓其說的地方。」[8]

## 榮譽
| 頒獎典禮             | 獎項             | 名字           | 結果 |
| -------------------- | ---------------- | -------------- | ---- |
| 柏林國際電影節       | 金熊獎           | 史蒂芬·索德柏  | 提名 |
| 國際在線影院大獎     | 最佳原創劇本     | Scott Z. Burns | 提名 |
| 國際在線影院大獎     | 最佳女主角       | 魯妮·瑪拉      | 提名 |
| 世界電影原聲學會大獎 | 年度最佳電影作曲 | 湯瑪斯·紐曼    | 提名 |

## 外部連結
- 互联网电影数据库（IMDb）上《謎離藥謊》的资料（英文）
- Box Office Mojo上《謎離藥謊》的資料（英文）
- 爛番茄上《謎離藥謊》的資料（英文）
- Metacritic上《謎離藥謊》的資料（英文）
- 豆瓣电影上《謎離藥謊》的資料 （简体中文）